# Cimoc
Cimoc fue una revista de historietas, una de las principales abanderadas del denominado boom del cómic adulto en España de los años 1980. Por las páginas de la revista desfilaron multitud de series nacionales, además de acoger a numerosos autores extranjeros como Druillet, Moebius, Enrique Breccia o Frank Miller.
Sobrevivió hasta 1995 y actualmente designa al portal de venta digital de cómics de Norma Editorial.
La revista Cimoc tuvo dos épocas bien diferenciadas:

## Primera época (1979)
Esta primera época de la revista fue publicada inicialmente por San Román hasta el número cinco y posteriormente por Riego Ediciones hasta su décimo y último número. Incluía:
| Números  | Título                      | Guionista                                       | Dibujante       | Procedencia           |
| -------- | --------------------------- | ----------------------------------------------- | --------------- | --------------------- |
| 1, 2, 3, | Korsar                      | Esteban Maroto                                  | Esteban Maroto  |                       |
| 1, 2,    | El ojo de cristal           | Luis García                                     | Luis García     |                       |
| 1, 2, 3, | Zephyd                      | C. S. Cidoncha                                  | Alfonso Azpiri  |                       |
| 1, 2, 3, | Venus                       | Roger Lécureux                                  | José de Huéscar |                       |
| 1, 2, 3, | Perro de Estroncio          | John Wagner (bajo el seudónimo de T. B. Grover) | Carlos Ezquerra | "Starlord", "2000 AD" |
| 2, 3,    | Guerras en la mente         | Alan Hebden                                     | Jesús Redondo   |                       |
| 7-10     | Los Robinsones de la Tierra | Roger Lécureux                                  | Alfonso Font    | "Pif Gadget"          |

## Segunda época (1981-1995)
En 1981, Norma Editorial se amplió de agencia a editorial y decidió recuperar la cabecera, iniciando una segunda época que fue mucho más longeva y exitosa que la precedente. Bajo la coordinación de Joan Navarro, promovió numerosas series de ciencia ficción y "estimuló los tándems guionista-dibujante".
| Números                                                                       | Título                         | Guionista               | Dibujante           | Procedencia                   |
| ----------------------------------------------------------------------------- | ------------------------------ | ----------------------- | ------------------- | ----------------------------- |
| 1-2, 8-9, 11-14, 28-37, 39, 59, 62, 64, 66, 68, 70, 116-119, 136-139, 155-158 | Hombre                         | Antonio Segura          | José Ortiz          | Nueva, también en K.O. Cómics |
| 1-                                                                            | Perros de Estroncio            | T. B. Grover            | Carlos Ezquerra     |                               |
| 1-                                                                            | El Mercenario                  | Vicente Segrelles       | Vicente Segrelles   |                               |
| 3-                                                                            | Frank Cappa                    | Manfred Sommer          | Manfred Sommer      |                               |
| 9-12, 16-19, 21, 27, 34, 37, E1                                               | Bogey                          | Antonio Segura          | Leopoldo Sánchez    | Nueva, pasó a K.O. Comics     |
| 14-                                                                           | La guerra de los dioses        | Andreu Martín           | Tha                 |                               |
| 15-                                                                           | El juego de la guerra          | Francisco Pérez Navarro | José Ortiz          |                               |
| 18-                                                                           | Sarvan                         | Antonio Segura          | Jordi Bernet        |                               |
| 19-27                                                                         | Storm                          | Saul Dunn               | Don Lawrence        | Eppo                          |
| 21-23, 44-45                                                                  | Orka                           | Antonio Segura          | Luis Bermejo        |                               |
|                                                                               | Lorna y su robot               | C. S. Cidoncha          | Alfonso Azpiri      |                               |
| 22-34, 65-70                                                                  | El prisionero de las estrellas | Alfonso Font            | Alfonso Font        | Nueva                         |
|                                                                               | Alvar Mayor                    | Carlos Trillo           | Enrique Breccia     |                               |
|                                                                               | Historias de una Barcelona     | Rubén Pellejero         | Rubén Pellejero     |                               |
|                                                                               | Tierra S. A.                   | Francisco Pérez Navarro | Federico del Barrio |                               |

A partir de su número 30, con la editorial publicando también "Cairo", empezó a aumentar en "Cimoc" el número de series franco-belgas:
| Números       | Título                            | Guionista         | Dibujante            | Procedencia |
| ------------- | --------------------------------- | ----------------- | -------------------- | ----------- |
| 34-           | Valérian: agente espacio-temporal | Pierre Christin   | Jean-Claude Mézières |             |
| 36-           | La Belette                        | Didier Comès      | Didier Comès         |             |
| 37, 51-52, 58 | Chantal                           | Ignacio Molina    | Pepe González        |             |
| 38-           | Clarke y Kubrick                  | Alfonso Font      | Alfonso Font         |             |
| 39-           | Las torres de Bois-Maury          | Hermann           | Hermann              |             |
| 42-           | Las 7 vidas del gavilán           | Patrick Cothias   | André Juillard       |             |
| 43-           | Venecia Celeste                   | -                 | Moebius              |             |
|               | Los compañeros del crepúsculo     | François Bourgeon | François Bourgeon    |             |
|               | Verano indio                      | Hugo Pratt        | Milo Manara          |             |

En 1984, Enrique Abulí sustituyó a Joan Navarro como director de la revista:
| Números | Título           | Guionista         | Dibujante         | Procedencia |
| ------- | ---------------- | ----------------- | ----------------- | ----------- |
|         | Little Ego       | Vittorio Giardino | Vittorio Giardino |             |
|         | Jerónimo Puchero | François Boucq    | François Boucq    |             |
|         | Bernard Lermite  | Martin Veyron     | Martin Veyron     |             |
|         | Ken Parker       | Giancarlo Berardi | Ivo Milazzo       |             |

Con la coordinación de Antoni Guiral, los autores hispanos recobraron protagonismo:
| Números | Título                            | Guionista        | Dibujante              | Procedencia |
| ------- | --------------------------------- | ---------------- | ---------------------- | ----------- |
|         | La mujer del mago                 | Jerome Charyn    | François Boucq         |             |
|         | El loco Chávez                    | Carlos Trillo    | Horacio Altuna         |             |
|         | Ministerio                        | Ricardo Barreiro | Francisco Solano López |             |
|         | La búsqueda del pájaro del tiempo | Serge Le Tendre  | Régis Loisel           |             |
|         | El gran poder de Chninkel         | Jean Van Hamme   | Grzegorz Rosinski      |             |
|         | El árbol Corazón                  | Didier Comès     | Didier Comès           |             |
| 59-     | Jann Polynesia                    | Alfonso Font     | Alfonso Font           |             |
| 77-     | Taxi                              | Alfonso Font     | Alfonso Font           | Nueva       |

A partir del número 101 y con el mercado de las revistas en plena crisis, Laureano Domínguez, como nuevo coordinador, optó por incorporar series anglosajonas:
| Números | Título                         | Guionista        | Dibujante                         | Procedencia |
| ------- | ------------------------------ | ---------------- | --------------------------------- | ----------- |
| 107-    | Neuromante                     | Tom de Haven     | Bruce Jensen                      |             |
| 110-    | Sláine                         | Pat Mills        | Simon Bisley                      |             |
|         | Mr. Mamoulian                  | Brian Bolland    | Brian Bolland                     |             |
|         | Las Aventuras de Tristán Karma | José Maria Beroy | José Maria Beroy                  |             |
|         | La vuelta                      | Ricardo Ferrari  | Cacho Mandrafina, Enrique Breccia | Skorpio     |
|         | La ruta de la medusa           | Pascual Ferry    | Pascual Ferry                     |             |
|         | Las Ciudades oscuras           | Benoît Peeters   | François Schuiten                 |             |
|         | El octavo día                  | Daniel Torres    | Daniel Torres                     |             |
| 134-    | Sin City                       | Frank Miller     | Frank Miller                      |             |
| 134-    | Trazo de tiza                  | Miguelanxo Prado | Miguelanxo Prado                  |             |

Desde finales de 1992, su editor Rafael Martínez tomó directamente las riendas de la revista:
| Números | Título                           | Guionista         | Dibujante         | Procedencia |
| ------- | -------------------------------- | ----------------- | ----------------- | ----------- |
|         | Concrete                         | Paul Chadwick     | Paul Chadwick     |             |
|         | Hellboy                          | Mike Mignola      | Mike Mignola      |             |
|         | Historia de Cyann                | François Bourgeon | François Bourgeon | (À suivre)  |
|         | El gaucho                        | Hugo Pratt        | Milo Manara       |             |
|         | El diario azul                   | André Juillard    | André Juillard    |             |
|         | Jonas Fink                       | Vittorio Giardino | Vittorio Giardino |             |
|         | La balada de las landas perdidas | Jean Dufaux       | Grzegorz Rosinski |             |

## El portal digital
En el 2008, la aparición de una página web con el logotipo de Cimoc y la leyenda 'Muy pronto' reavivó los rumores sobre una posible recuperación de la cabecera, así como el debate sobre la viabilidad de las revistas de cómics en un mercado español (y europeo) dominado actualmente por álbumes y comic-books. 
En el 2010 se desveló que se trataba de una web dedicada a publicar cómics en línea o webcomics, comenzando por Zahra’s Paradise de Amir/Khalil y Atomic Robo de Brian Clevinger/Scott Wegener.